# 大阪ワンダーループバス
大阪ワンダーループバス（おおさかワンダーループバス、英: Osaka Wonder Loop Bus）は、外国人観光客および日本国内の来阪観光客を対象とした定期観光バス。大阪市内14箇所の観光スポットを周遊する大阪で唯一の乗降り自由のハイデッカーオープントップバスである。運営は株式会社 Wonder Loop Bus（旧称：OneOsakaループバス推進機構）が行い、実際のバス運行業務は後述の民間バス会社が受託している。

## 概要
2016年3月に実証実験運行を開始（2018年4月5日まで）、運行受託は南海バスと緑風観光の2社で、両社合わせて1日10便を運行していた。
上記の実証実験運行終了後、2018年4月6日より本格運行へ移行。運行受託は大阪バスに変更となり、運行本数は1日7便へと減便された。
運行時間は、午前9時台から午後8時台まで。大阪城や道頓堀・心斎橋など14箇所の観光スポットを約2時間半かけて周遊する。車内はWi-Fi完備、英語に対応（一部中国語や韓国語にも対応可）できるコンシェルジュのライブガイドで大阪の街を案内する。Osaka Metro（地下鉄・ニュートラム・大阪シティバス）とのタイアップで、当バスのほか大阪ワンダークルーズと地下鉄・バスが乗り放題の「Osaka City Hop-on Hop-off Pass」も発売。5種類のチケットは、ループバス車内でも販売している。

## 車両
オープントップバス
- 三菱ふそう・エアロエース（大阪バス）
- バンホール・アストロメガ（元はとバス[4]、1997年製）- 除籍済み

ハイデッカーオープントップバスの全長は11,980mm、全幅は2,490mm、 全高は3,260mm、最大47名が乗車できる。
クローズトップバス
- 日野・セレガR（南海バス）

ハイデッカークローズトップバスの全長は、11,990mm、全幅は2,490mm、全高は3,260mm、最大座席53名が乗車できる。